# Udo Döhler
Udo Döhler (* 4. Januar 1968 in Selb) ist ein ehemaliger deutscher Eishockeytorwart, der zahlreiche Spiele in der Deutschen Eishockey Liga bei den Frankfurt Lions und den Eisbären Berlin bestritt.

## Karriere
Döhler begann seine Karriere 1985 in seiner Heimatstadt beim VERE Selb in der 2. Liga Süd. Nach dem Konkurs der Selber wechselte er zum oberfränkischen Ligarivalen SV Bayreuth, für die er in drei Spielzeiten bis auf eines alle Ligaspiele bestritt und zwei Mal Vorrundenmeister wurde. 1990 wurde schließlich die Eintracht Frankfurt auf den Torwart aufmerksam und verpflichtete ihn für die Mannschaft der 1. Bundesliga. Durch den freiwilligen Rückzug der Frankfurter nach der Saison kam Döhler zum Kölner EC, für die er schließlich in der Saison 1991/92 im Kasten stand.
Mit dem Frankfurter ESC gelang ihm ab 1992 der Durchmarsch von der Oberliga Nord bis in die 1994 neu gegründete Deutsche Eishockey Liga. 1995 verließ er aufgrund finanzieller Probleme der Frankfurter den Verein und heuerte bei den Eisbären Berlin an, für die er in seiner ersten Saison nicht über einen Gegentorschnitt von 4,56 Gegentreffern pro Spiel hinauskam. Nach der Saison und dem folgenden Bosman-Urteil blieb Döhler den Eisbären erhalten, bekam allerdings durch die Verpflichtung des Italo-Kanadiers Mario Brunetta nur noch wenig Einsätze im Trikot der Berliner. Dies änderte sich auch nicht bei einem Kurzwechsel zu der Düsseldorfer EG. Trotz der wenigen Eiszeiten erlangte „der Bulle von Selb“ – wie ihn die Eisbären-Fans aufgrund seiner Herkunft nannten – Sympathien bei der Anhängerschaft. Nach einer schweren Verletzung Brunettas während der Saison 1998/99 kam der Goalie schließlich zu regelmäßigen Einsätzen, auch auf internationalem Eis. So wurde er beim Halbfinalturnier des IIHF Continental Cup in Berlin als bester Torhüter ausgezeichnet. In seiner letzten Eisbären-Saison wurde Döhler schließlich zum Nationalspieler berufen und stand bei der B-Weltmeisterschaft 2000 in Polen im Tor der Nationalmannschaft.
Nach fünf Spielzeiten im Wellblechpalast wechselte der Franke zusammen mit Lorenz Funk senior in der Saison 2000/01 zum Lokalrivalen Berlin Capitals. Aufgrund seines fortschreitenden Alters erfolgte 2001 die Rückkehr zum ESV Bayreuth, für die er bis 2004 das Tor hütete. Dabei absolvierte er 154 Pflichtspiele und verbuchte vier Shutouts und bei einem Gegentorschnitt von 3,43 pro Spiel. 
Nach zwei Jahren Pause kehrte Döhler zur Saison 2006/07 wieder auf das Eis zurück und verhalf den „Tigers“ zur Meisterschaft in der Bezirksliga Nord und dem Aufstieg in die fünftklassige Landesliga.

### International
Der gebürtige Selber kam in seiner Karriere auf 15 Länderspieleinsätze, unter anderem war er am Erfolg bei der B-Weltmeisterschaft 2000 in Polen und dem daraus resultierendem Aufstieg in die A-Gruppe beteiligt.

## Erfolge und Auszeichnungen
- 1999 Bester Torhüter des IIHF Continental Cup